# Hansen-Haus

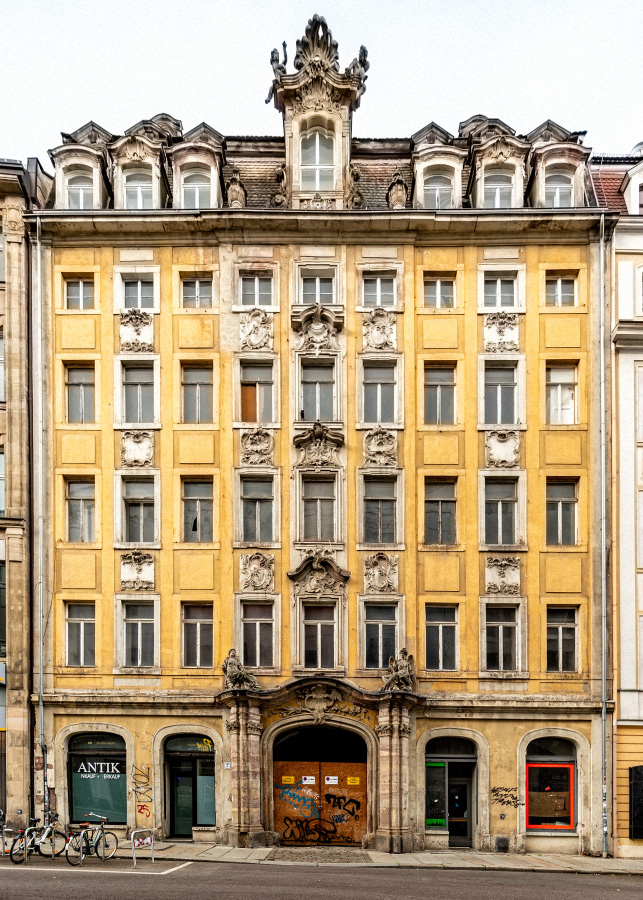
Hansen-Haus Leipzig, Katharinenstraße 19

Das Hansen-Haus – auch Hansensches Haus und Katharinenhöfe genannt – ist ein noch zu sanierendes Wohn-, Büro- und Geschäftshaus in der Innenstadt von Leipzig, Katharinenstraße 19. Es steht unter Denkmalschutz.
Es steht gegenüber dem Museum der bildenden Künste Leipzig in der Katharinenstraße im Stadtzentrum von Leipzig. Die Katharinenstraße gehörte im 18. Jahrhundert als großzügig barock gestaltete Straße mit ihren repräsentativen Bürgerhäusern zu den Prachtstraßen der Messestadt.

## Geschichte
Der Kaufmann und Ratsherr Jobst Heinrich Hansen ließ das Gebäude 1748/49 errichten. Er wohnte mit seiner Familie in dem Haus, so dass dort seine Söhne, die späteren Leipziger Ratsherren Justus Heinrich Hansen und Friedrich Ludolph Hansen, aufwuchsen. Architekt war Baumeister George Werner. Als Vorbild diente wohl der Stich eines Stadtpalais in Prag.

## Beschreibung
Das Gebäudeensemble hat zwei hintereinanderliegende Höfe, die sich vom straßenseitigen Haupthaus auf das Grundstücksgelände erstrecken. Die Mittelachse der Frontfassade wird mittels Rocaillen statt Erker betont. Der halböffentlich zugängliche Durchgangshof wurde lange Zeit hauptsächlich von Handelsunternehmen genutzt. 
Das neue Nutzungskonzept sieht 41 Wohnungen mit zwei bis fünf Zimmern vor. Die zur Katharinenstraße gelegenen 4- bis 5-Zimmer-Wohnungen sind 163 bis 175 Quadratmeter groß, im Erdgeschoss und im 1. Obergeschoss des Haupthauses sollen Büro- und Gewerbeeinheiten entstehen. Der dahinter liegende Hof wird urbaner Wohnhof mit modernen Kleinwohnungen. So entsteht ein Angebot von Einzelhandels-, Büro- und Wohnflächen.